# Celebrate the Nun

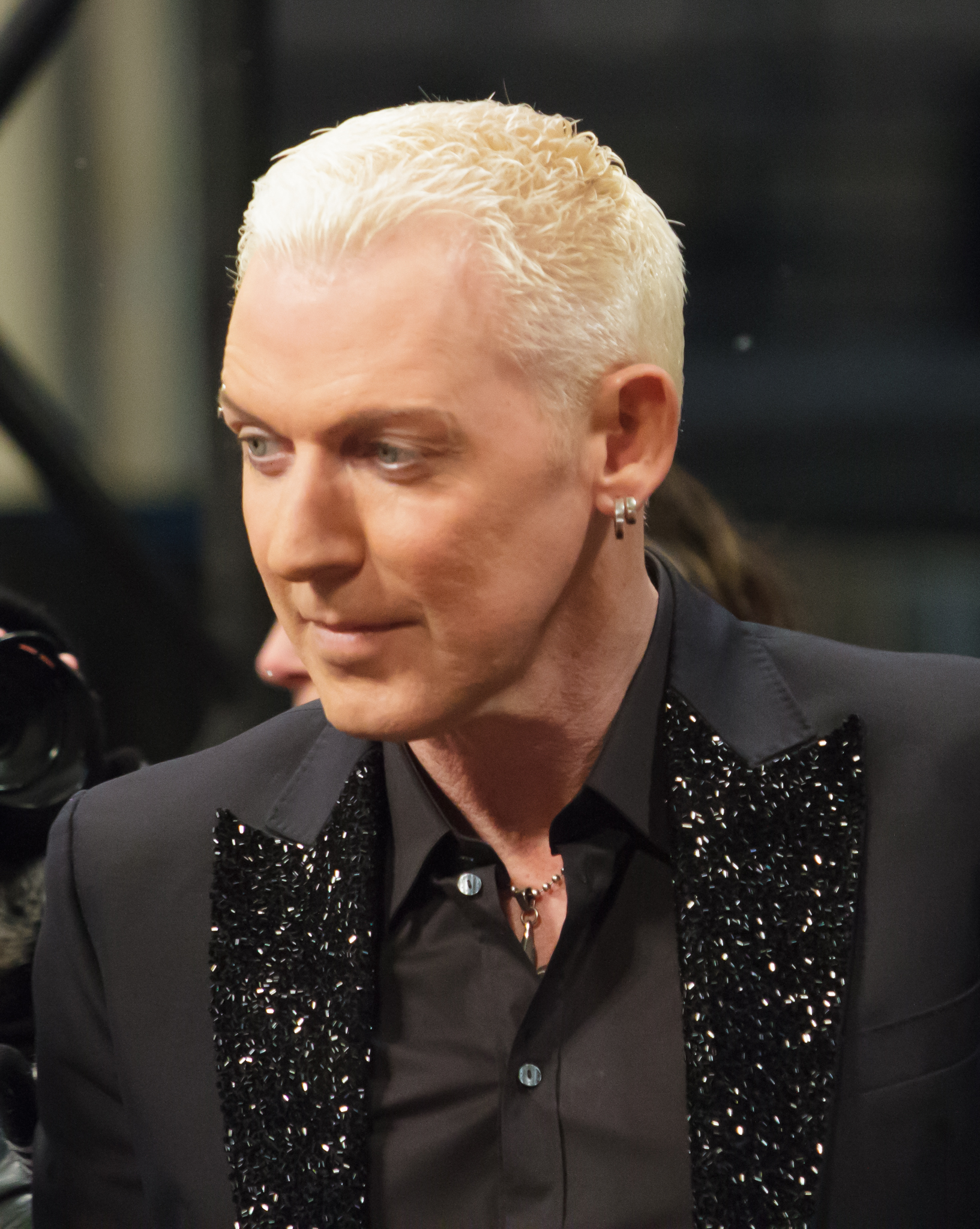
H. P. Baxxter (2013)

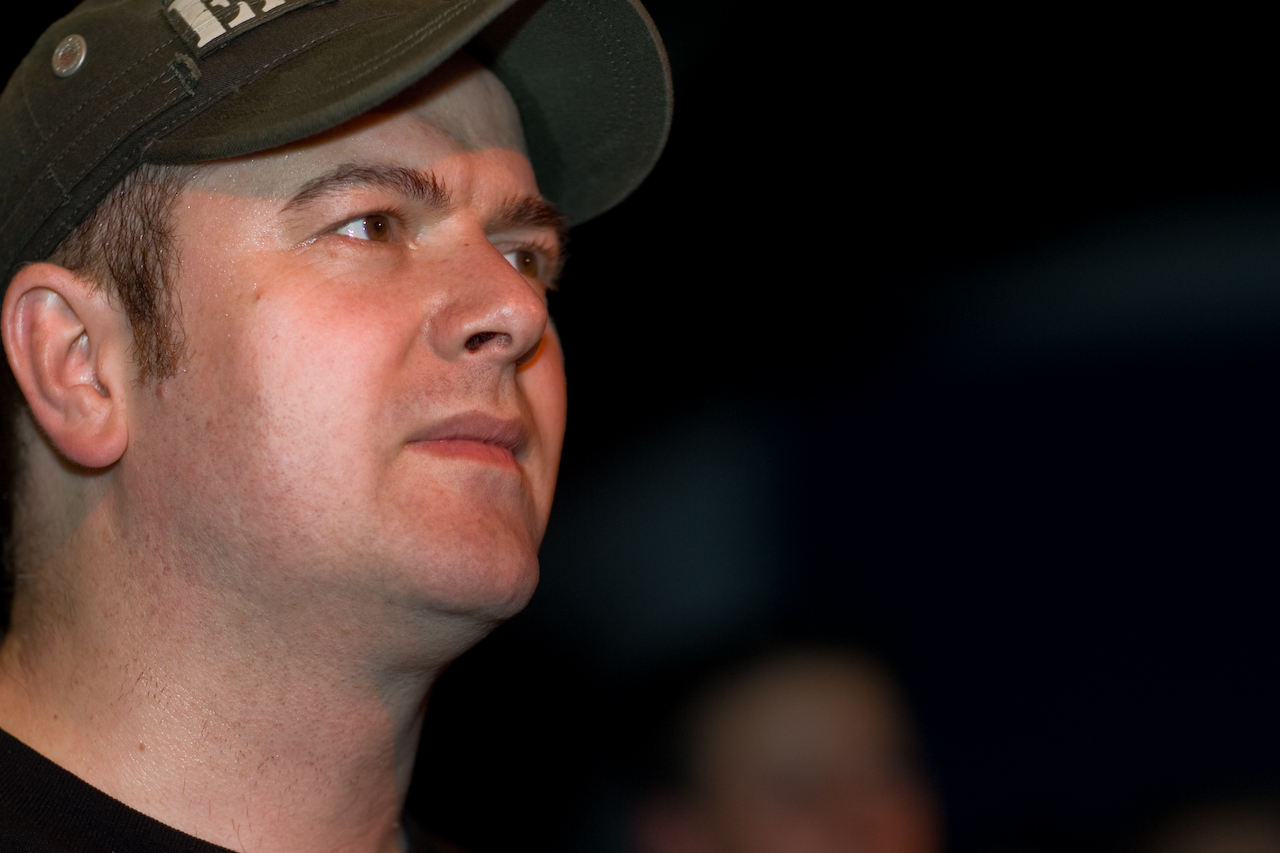
Rick J. Jordan (2007)

Celebrate the Nun (dt. Feiere die Nonne) war eine deutsche Synthie-Pop-Band der 1980er Jahre. Aus ihr entstand 1993 die Band Scooter.

## Geschichte
Ende 1986 lernte der aus Leer stammende Student der Rechtswissenschaften H. P. Baxxter in Hannover den Keyboarder Rick J. Jordan, dessen Band Die Matzingers zu Jahresbeginn aufgelöst worden war, über eine Zeitungsannonce kennen. Wenige Monate später gründeten sie gemeinsam mit Baxxters Schwester Britt Maxime und dem Gründungsmitglied von The P.O.X. Slin Tompson Celebrate the Nun.
1988 erschien die erste Single, Ordinary Town. Die zweite Single, Will You Be There, wurde 1989 von Electrola veröffentlicht und erreichte ein Jahr später den fünften Platz in den US-amerikanischen Billboard-Club-Charts. Die folgende Single, She’s a Secretary, erreichte den zwölften Platz der gleichen Hitparade. Weitere Charterfolge blieben jedoch aus.
Nach Auflösung der Band baute Jordan ein eigenes Tonstudio in seinem Keller in Hannover-Herrenhausen auf. Baxxter arbeitete beim Independent-Label Edel Music und kam dort erstmals mit Jens Thele, dem heutigen Manager von Scooter, zusammen. Eine Woche nach der Loveparade 1993 gründeten die drei gemeinsam mit Baxxters Cousin Sören Bühler alias Ferris Bueller die Remix-Band The Loop!, aus der später die erfolgreiche Dance-Band Scooter wurde.
Im Jahre 1998 gründete Slin Tompson mit Phoen X und Skye Burns die Nachfolgeband Celebrate the None.

## Diskografie

### Alben
- 1990: Meanwhile
- 1991: Continuous
- 2005: Popsubculture (als Celebrate the None)

### Kompilation
- Best of … (11 wav-Files)

### Singles
| Jahr | Titel Album                           | Höchstplatzierung, Gesamtwochen, AuszeichnungChartsChartplatzierungen (Jahr, Titel, Album, Platzierungen, Wochen, Auszeichnungen, Anmerkungen) | Anmerkungen                                           |
| Jahr | Titel Album                           | Dance | Anmerkungen                                           |
| ---- | ------------------------------------- | --- | ----------------------------------------------------- |
| 1989 | Will You Be There Meanwhile           | Dance5 (11 Wo.)Dance | Erstveröffentlichung: 1989 Autoren: Celebrate the Nun |
| 1990 | She’s a Secretary / Strange Meanwhile | Dance12 (11 Wo.)Dance | Erstveröffentlichung: 1990 Autoren: Celebrate the Nun |

Weitere Singles
- 1988: Ordinary Town
- 1991: Patience
- 1991: You Make Me Wonder
- 2002: Arthur Have You Eaten All the Ginger-Biscuits (als Celebrate the None)
- 2005: Spread Your Wings (als Celebrate the None)
- 2013: Will You Be There (2013 Remix) (Andres Honrubia und Jonatan Lopez presents Celebrate the Nun)

### Offizielle Bootlegs
- Live 1987 @ Hannover Capitol
- Unreleased Songs & Side Projects (Demo-Tape und weitere Stücke)